# Frank Goosen

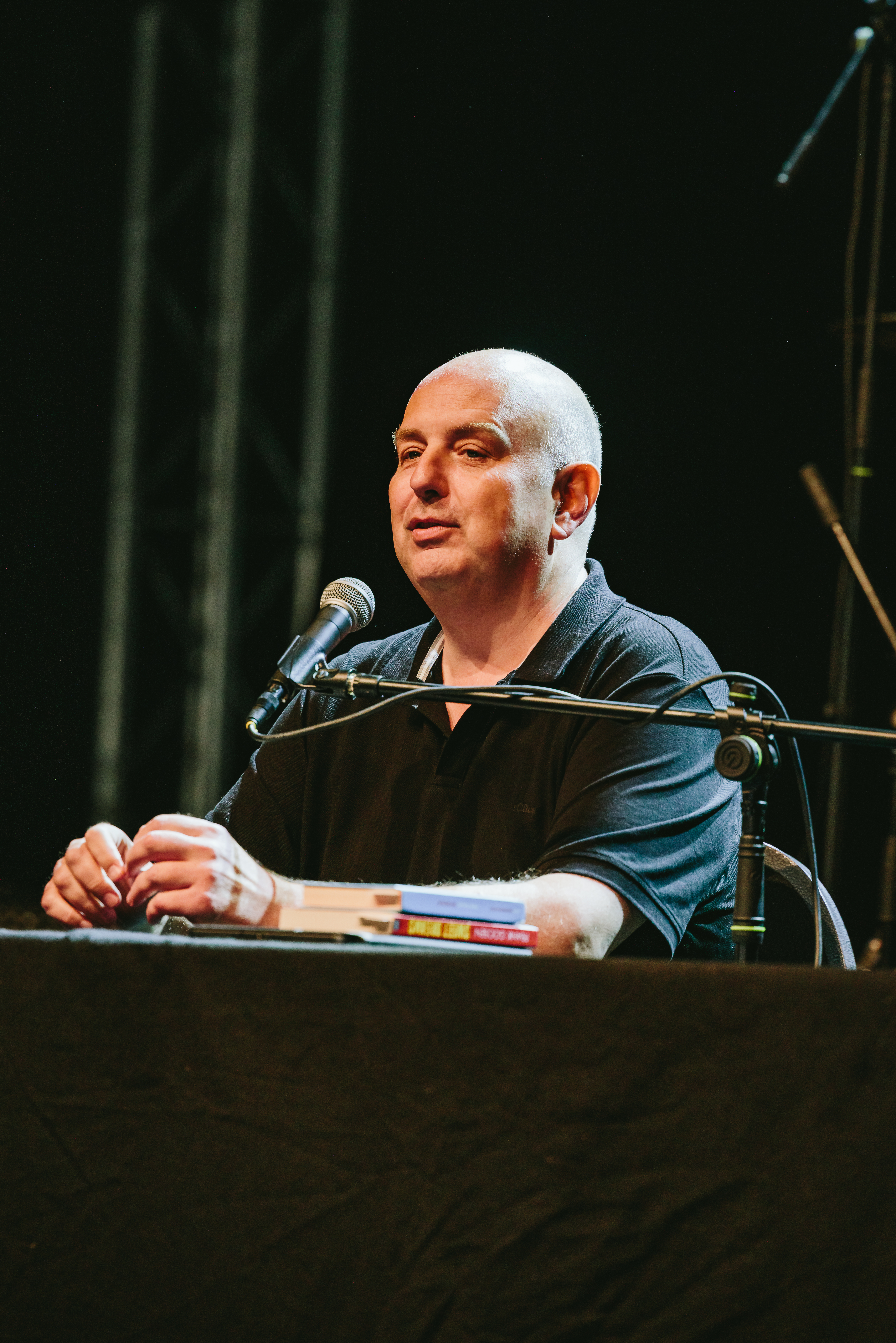
Frank Goosen (2023)

Frank Goosen (* 31. Mai 1966 in Bochum) ist ein deutscher Kabarettist und Romanautor.

## Leben
Frank Goosen wuchs als Einzelkind in der Alleestraße in Bochum auf.  Sein Vater war selbständiger Elektriker mit einer kleinen Firma. 1976 kam Frank Goosen auf das Gymnasium am Ostring. Während der C-, B- und A-Jugend spielte er Handball beim VfL Bochum. Nach dem Abitur am Gymnasium am Ostring im Jahre 1986 studierte er bis 1992 Geschichte, Germanistik und Politik an der Ruhr-Universität Bochum.
Von 1992 bis 2000 trat er zusammen mit Jochen Malmsheimer als Duo Tresenlesen auf. Nach Differenzen kam es zur Auflösung. Seit April 2020 ist er mit Malmsheimer wieder mit Tresenlesen aktiv.
Seit dem Jahr 2000 ist Goosen als Romanautor und Solokabarettist tätig. Seine Themen sind vor allem die Befindlichkeiten seiner Generation, das Ruhrgebiet, seine Menschen und Eigenheiten sowie das Thema Fußball. Er veröffentlicht seit 2007 humoristische Kolumnen und Essays, u. a. im Kicker und in der Stadionzeitung des VfL Bochum, die zu jedem Heimspiel erscheint.
Sein Roman Liegen lernen wurde im Jahre 2003 verfilmt. Die Kurzgeschichtensammlung Radio Heimat wurde mit Anleihen bei seinem Roman Mein Ich und sein Leben verfilmt und kam 2016 in die deutschen Kinos. Sein Roman So viel Zeit wurde 2018 von Philipp Kadelbach mit Jan Josef Liefers, Matthias Bundschuh, Jürgen Vogel, Richy Müller und Armin Rohde verfilmt.
Goosen war ab 1995 als Vorstand des Trägervereins des Prinzregenttheaters tätig.
Im Oktober 2010 wurde Goosen in den Aufsichtsrat des VfL Bochum gewählt. Im Dezember 2017 legte er sein Mandat nieder, wegen „grundlegend unterschiedlicher Vorstellungen über die […] Zusammenarbeit“.
Seit 2012 stellt Goosen in „Goosens Neue Bücher“ am Schauspielhaus Bochum in einer „Literatur-Late-Night-Show“ gemeinsam mit Markus Henrik regelmäßig neue Bucherscheinungen vor.
Mit Förster, mein Förster (2016) schrieb Goosen, so Burkhard Müller, „einen etwas langsamen, aber charmanten Roman über Männer beim Bier“. 2019 erschien mit Kein Wunder die Vorgeschichte der Figuren aus Förster, mein Förster über deren Jugendjahre während der Wendezeit. 2021 erschien mit Sweet Dreams – Rücksturz in die Achtziger eine weitere Kurzgeschichtensammlung, in der er autobiographische Geschichten sowie Geschichten um die Figuren aus Förster, mein Förster und Kein Wunder aus dem Ruhrgebiet der 1980er Jahre veröffentlichte.
2020 erschien sein Buch Frank Goosen über The Beatles als Teil der Musikbibliothek Kiepenheuer & Witsch, in dem er sich mit seiner Lieblingsband auf Spurensuche in seiner eigenen Kindheit, Jugend und in Liverpool begibt.
Goosen ist Mitglied der Deutschen Akademie für Fußball-Kultur.
Goosen lebt mit seiner Frau und seinen beiden Söhnen in Bochum.

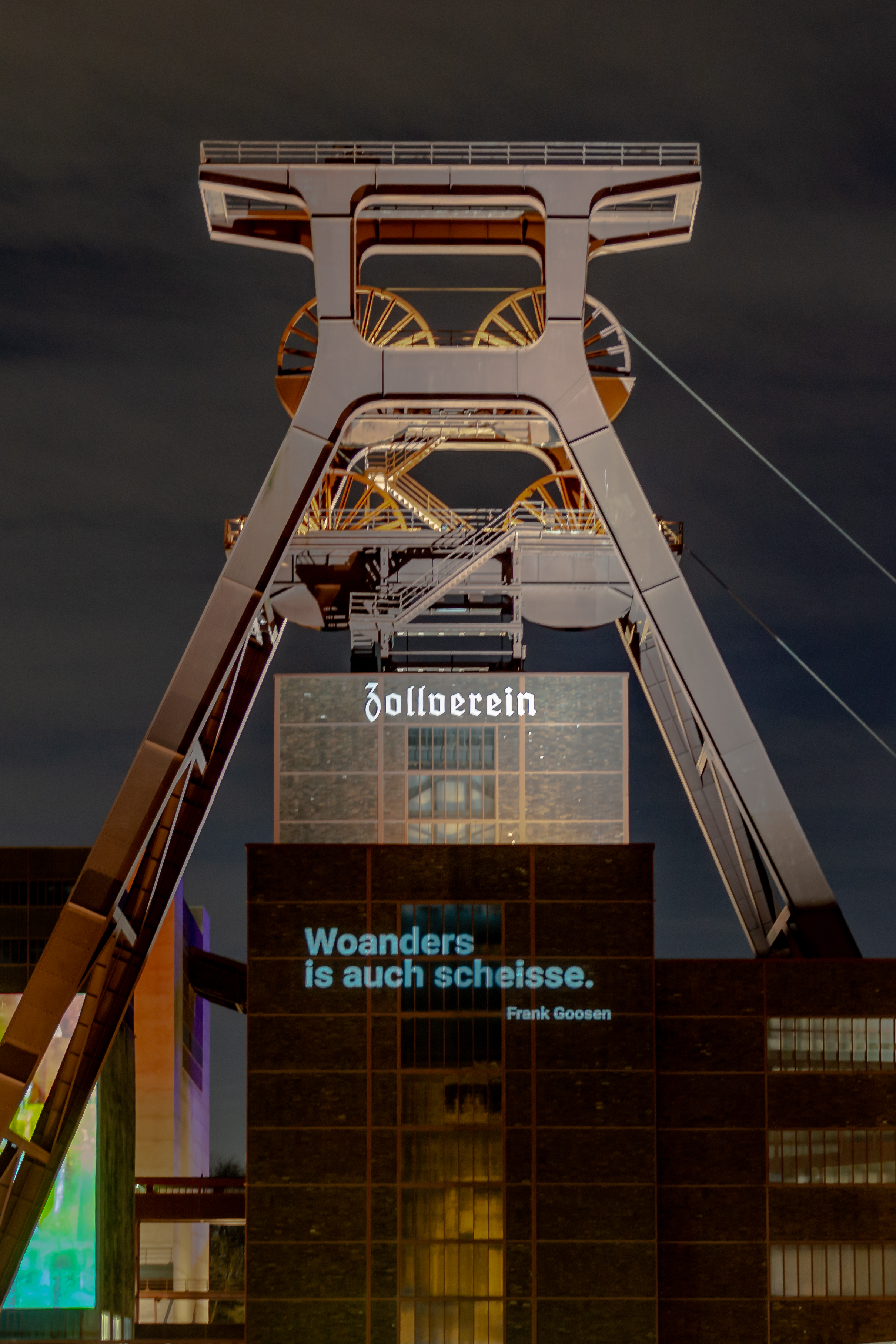
Sein Zitat zum Ruhrgebiet

## Werke
CD-Veröffentlichungen mit Tresenlesen 
- Günther (1995)
- Rohes Fest (1996)
- Das Auge liest mit (2CD) (1997)
- Kloidt Ze Di Penussen! (1998)
- Würdevoll & Preiswert (1999)
- Werkschau 1993-2000 (2000) (Boxset, limitiert auf 300 Exemplare)

 Romane und Erzählungen 
- Liegen lernen. Roman, Eichborn Verlag, Frankfurt am Main 2000, ISBN 3-8218-0854-3.
- Pokorny lacht. Roman, Eichborn Verlag, Frankfurt am Main 2003, ISBN 3-8218-0918-3.
- Mein Ich und sein Leben. Erzählungen, Eichborn-Verlag, Frankfurt am Main 2003, ISBN 3-8218-0921-3.
- Fritz Walter, Kaiser Franz und wir. Unsere Weltmeisterschaften. Erzählungen, verschiedene Autoren (2004), ISBN 3-8218-4884-7.
- Pink Moon., Roman, Eichborn Verlag, Frankfurt am Main 2005, ISBN 3-8218-0919-1.
- Sechs silberne Saiten - Eine Weihnachtsgeschichte, Eichborn Verlag, Frankfurt am Main 2006, ISBN 978-3-8218-4963-8.
- So viel Zeit. Roman, Eichborn Verlag, Frankfurt am Main 2007, ISBN 3-8218-0920-5.
- Weil Samstag ist. Fußballgeschichten. Erzählungen, Eichborn Verlag, Frankfurt am Main 2008, ISBN 978-3-8218-6046-6.
- Radio Heimat. Geschichten von zuhause. Erzählungen, Eichborn Verlag, Frankfurt am Main 2010, ISBN 978-3-8218-6072-5.
- Sommerfest. Roman, Kiepenheuer & Witsch, Köln 2012, ISBN 978-3-462-04386-0.
- Raketenmänner. Roman, Kiepenheuer & Witsch, Köln 2014, ISBN 978-3-462-04620-5.
- Förster, mein Förster. Roman, Kiepenheuer & Witsch, Köln 2016, ISBN 978-3-462-04892-6.
- Kein Wunder. Roman, Kiepenheuer & Witsch, Köln 2019, ISBN 978-3-462-05254-1.
- Frank Goosen über The Beatles. Erzählungen, Kiepenheuer & Witsch, Köln 2020, ISBN 978-3-462-05406-4.
- Sweet Dreams – Rücksturz in die Achtziger Erzählungen, Kiepenheuer & Witsch, Köln 2021, ISBN 978-3-462-00162-4.
- Spiel ab! Roman, Kiepenheuer & Witsch, Köln 2023, ISBN 3-462-00414-X.

Soloprogramme auf CD
- Always kill your Darlings oder alles nur Spaß (1999) (live)
- Krippenblues (2000) (live)
- Indiskret - Komische Geschichten (2001)
- A40 - Geschichten von hier (2007) (live)
- Echtes Leder (2008)
- Woanders is auch Weihnachten - Krippenblues Reloaded (2010) (live)
- Was ist da los? - Storys live (2018) (live)

Hörbücher (gelesen von Frank Goosen)
- Liegen lernen (3 CDs) (2000)
- Pokorny lacht (4 CDs) (2003)
- Mein Ich und sein Leben (2 CDs) (2004)
- Fritz Walter, Kaiser Franz und wir (1 CD) (2004)
- Pink Moon (4 CDs) (2005)
- So viel Zeit (4 CDs) (2007)
- Radio Heimat (2 CDs) (2010)
- Sommerfest (6 CDs) (2012)
- Raketenmänner (4 CDs) (2014)
- Förster, mein Förster (5 CDs) (2016)
- Kein Wunder (6 CDs) (2019)
- Sweet dreams: Rücksturz in die Achtziger (1 CD)(2022)
- Spiel ab! (1 CD) (2023)

Sonstiges
- Das literarische Kartenspiel, 32 Karten, auf denen 32 Werke der Weltliteratur in wenigen Sätzen zusammengefasst werden, (2006), ISBN 3-8218-5788-9.
- Unser Land in den 80er Jahren - Jetzt wird wieder in die Hände gespuckt 1983 Video

## Auszeichnungen
- 2003: Literaturpreis Ruhr
- 2021: Recklinghäuser Hurz, Heimat-Hurz[13]